# Lake Wolsey
Lake Wolsey är en sjö i Kanada.   Den ligger i provinsen Ontario, i den sydöstra delen av landet, 500 km väster om huvudstaden Ottawa. Lake Wolsey ligger 175 meter över havet.
I omgivningarna runt Lake Wolsey växer i huvudsak blandskog. Runt Lake Wolsey är det mycket glesbefolkat, med 2 invånare per kvadratkilometer.